# Liliom
Liliom è la quarta opera teatrale di Ferenc Molnár, composta nel 1909. Più volte rappresentata in vari paesi del mondo, ne sono stati fatti adattamenti cinematografici, radiofonici e televisivi nonché un musical.

## Trama
Liliom (Giglio, in ungherese) è il soprannome di un imbonitore da fiera nel parco dei divertimenti di Budapest. Liliom è molto apprezzato dalle servette che frequentano la giostra nonostante i suoi modi anche brutali. In particolare simpatizza con Giulia, che viene maltrattata dalla padrona della giostra, la signora Muskat, gelosa della ragazza, e che considera Liliom come sua proprietà. Avendo preso le difese di Giulia la giostraia licenzia Liliom.

La convivenza tra i due si rivela complicata: Liliom non ha voglia di lavorare ed ha cattive frequentazioni, finché un giorno Liliom scopre che Giulia è incinta. Per assicurare un avvenire alla creatura che sta per nascere decide di rapinare un facoltoso signore, che reagisce all’aggressione. All’arrivo dei poliziotti, per non farsi arrestare, si accoltella al petto e muore.

I poliziotti dell’Al di là lo conducono innanzi al giudice, che lo condanna a sedici anni nel fuoco. Al termine della condanna potrà tornare sulla terra per un giorno e dovrà compiere un gesto di generosità nei confronti della figlia.

Trascorsi i sedici anni Liliom ritorna sulla terra accompagnato dai poliziotti, rivede Giulia e conosce per la prima volta sua figlia Luisa. Cerca di regalarle una stella del cielo, ma per vincere la sua ritrosia la percuote su una mano. È un colpo sonoro che non le fa male. Liliom, allontanato dalle due donne, sarà dannato per sempre.

## Rappresentazioni e adattamenti

### Teatro
- Liliom debutta il 7 dicembre 1909 a Budapest, senza successo.
- Liliom, regia di Frank Reicher, al Garrick Theatre di New York dal 20 aprile 1921, per 300 repliche, con Joseph Schildkraut, Eva Le Gallienne[1].
- Liliom, al Duke of York's di Londra dal 23 dicembre 1926, con Ivor Novello, Charles Laughton[2].
- Liliom, regia di Benno Schneider, al 44th Street Theatre di New York dal 25 marzo 1940, con Burgess Meredith, Ingrid Bergman, Elia Kazan[3].

In Italia:
- La leggenda di Liliom, comp. Gualtiero Tumiati, Napoli, 1922[4]; Teatro Carcano di Milano, 18 maggio 1923[5].
- La leggenda di Liliom, regia di Guido Salvini, Teatro Olimpia di Milano, 1 ottobre 1935, con Renzo Ricci, Laura Adani[6].
- La leggenda di Liliom, regia di Orazio Costa, Compagnia del Piccolo Teatro della Città di Roma, 6 giugno 1950, con Nino Manfredi, Elena Da Venezia, Tino Buazzelli, Bice Valori, Paolo Panelli[7].
- La leggenda di Liliom, regia di Fantasio Piccoli, Teatro Nuovo di Milano, 24 maggio 1951, comp. del Carrozzone con Romolo Valli, Valentina Fortunato, Adriana Asti[8].

### Cinema
- A Trip to Paradise, regia di Maxwell Karger (1921)
- La leggenda di Liliom (Liliom), regia di Frank Borzage (1930)
- La leggenda di Liliom (Liliom), regia di Fritz Lang (1934)

### Radio
- La leggenda di Liliom, trasmessa il 4 maggio 1932 dall'EIAR, con Franco Becci e Giuletta De Riso.
- Liliom, regia di Orson Welles, con Orson Welles e Helen Hayes, trasmessa il 22 ottobre 1939 dalla CBS per la serie The Campbell Playhouse[9].
- Liliom, regia di Anton Giulio Majano, musica di Nino Rota, trasmessa il 31 maggio 1954, con Massimo Girotti, Mila Vannucci, Arnoldo Foà[10].

### Televisione
- Liliom, regia di Alessandro Brissoni, trasmessa il 14 gennaio 1955, con Giorgio Albertazzi, Bianca Toccafondi[11].
- Liliom, regia di Eros Macchi, trasmessa il 16 gennaio 1968, con Paolo Ferrari, Ileana Ghione, Lina Volonghi[12].

### Musical
- Carousel di Rodgers e Hammerstein, Majestic Theatre di New York, 19 aprile 1945[13].
- Carousel, regia di Henry King (1956)

## Edizioni
- La leggenda di Liliom, "Comoedia", n. 15, 1 agosto 1923, pp. 13-39
- Liliom, leggenda drammatica in 7 quadri, traduzione di Cesare Cantoni, Roma, Edizioni Sud, 1936
- Liliom, leggenda del sobborgo, traduzione di Ignazio Balla e Mario De Vellis, "Il Dramma", n. 253, 1 marzo 1937, pp. 2-26